# Hircania
Hircania (del farsí: جرجان) es una antigua región histórica del Asia central, una de las satrapías del antiguo Imperio aqueménida situada en la costa meridional del mar Caspio.

## Contexto geográfico
Hircania (en griego antiguo: Ὑρκανία Hyrkania, en persa antiguo: 𐎺𐎼𐎣𐎠𐎴 Varkâna, «país de lobos» medio persa: 𐭢𐭥𐭫𐭢𐭠𐭭 Go(u)rgān) es una antigua región situada entre el mar Caspio al sur y sureste (que era entonces llamado océano Hircânio), y los montes Elburz al norte y al noroeste. Era una región muy fértil, de clima mediterráneo húmedo en las áreas montañosas inmediatas al Caspio, y estepario frío en las llanuras hacia el este. Los persas lo consideraban una de "las buenas tierras y regiones", creadas personalmente por su dios supremo Ahura Mazda. Hircania está abierta en el nordeste a la estepa del Asia central, donde tribus nómadas vivieron durante siglos. En varias ocasiones estas tribus fronterizas invadieron el país.

## Historia

### Hircania persa
Hircania se convirtió en parte del Imperio aqueménida durante el reinado de Ciro II (559 a. C.-530 a. C.) o en el de su hijo Cambises II (530 a. C.-522 a. C.). La capital de la satrapía se llamaba Zadracarta, posiblemente la actual Sari. No existen informes acerca de la conquista de Hircania, pero por la Inscripción de Behistún sabemos que ya era persa en el 522 a. C.
En marzo del 522 a. C., un mago llamado Gaumata obtuvo el poder en el Imperio aqueméida haciéndose pasar por Esmerdis, el hermano del rey Cambises II. Gaumata pudo hacerlo ya que el Esmerdis verdadero había sido secretamente asesinado por orden de su hermano. Inmediatamente Cambises marchó contra el usurpador, pero murió antes de llegar a Persia. El falso Esmerdis pudo así gobernar unos meses. Según el historiador griego, Heródoto de Halicarnaso, varios partidarios de la familia real ayudaron entonces a Darío I a convertirse en el nuevo rey, asesinando al usurpador el 29 de septiembre del 522 a. C. Casi inmediatamente varias provincias se rebelaron. Cuando Darío se encargaba de ellas y se encontraba en Babilonia, el líder medo Fraortes echó un pulso al poder (diciembre del 522 a. C.) Su revuelta se propagó rápidamente a Armenia, Asiria, Partia e Hircania. Sin embargo, la guarnición persa de Partia comandada por el padre de Darío, Histaspes, se mantuvo firme. El 8 de marzo del 521 a. C., los partos y sus aliados, los hircanios, atacaron a Histaspes y fueron derrotados. No mucho después, Darío pudo acabar definitivamente con la rebelión. Esta es la primera aparición de los hircanios en la historia.
En el siglo V a. C., Heródoto los menciona varias veces en Los nueve libros de historia. Presenta un informe confuso acerca del riego, el cual puede ser comparado a la afirmación del historiador del siglo II a. C. Polibio de Megalópolis de que los persas habían construido grandes obras de riego. Heródoto también nos cuenta que los soldados hircanios formaban parte del gran ejército que el rey Jerjes I (486 a. C.-465 a. C.) comandó contra los griegos el 480 a. C. (segunda guerra médica). El historiador afirma que los hircanios llevaban las mismas armas que los persas. Es posible que, tras la guerra, los hircanios permanecieran en Lidia, ya que sabemos de una guarnición hircania que guardaba los valles del Caico y del Hermo.
Es posible, y parece cada vez más probable, que durante el período persa se construyera un muro para defender Hircania de las tribus nómadas de la estepa asiática. Las ruinas al norte del río Gorgân que son visibles hoy en día y que son llamadas Puertas Caspias, pertenecen a un muro construido más tarde, pero que probablemente reemplazó a la construcción defensiva persa.
En los confusos años tras el reinado de Artajerjes I, tres de sus hijos le sucedieron en el trono: Jerjes II, Sogdiano y Darío II. El último fue sátrapa de Hircania y debió utilizar tropas de Hircania y de otras satrapías como Aria, Partia, Aracosia, Bactria y Sogdia.
Hacia el 350 a. C. poblaciones hebreas fueron de portadas a Hircania por haberse sublevado.

### Período macedonio
Hircania hizo su reaparición en la historia cuando el rey macedonio Alejandro Magno (336 a. C.-323 a. C.) invadió el Asia Menor. Los hircanios estaban presentes durante la batalla de Gaugamela del 1 de octubre del 331 a. C. Posteriormente en agosto del 329 a. C., cuando el último rey aqueménida Darío III fue asesinado, varios nobles persas huyeron a Hircania donde se rindieron al conquistador (por ejemplo Artabazo II).

### Período seléucida
Tras el reinado de Alejandro, Hircania pasó a formar parte del Imperio seléucida. Hacia el final del siglo III a. C., nómadas nororientales pertenecientes a la tribus de los parnos invadieron Partia e Hircania. Los seleúcidas perdieron Partia para siempre, pero Hircania fue reconquistada en la última década del siglo III a. C. por el rey Antíoco III el Grande (222 a. C.-187 a. C.). Sin embargo, una generación más tarde, los seléucidas perdieron Hircania de nuevo.

### Período arsácida
Para los partos, el nuevo nombre de los parnos, Hircania era un territorio importante, ya que estaba situado entre sus territorios partos y su tierra natal en la estepa. Es seguro que los reyes arsácidas partos utilizaron una ciudad de Hircania como residencia de verano. El Imperio Parto fue responsable de la construcción del Muro de Alejandro, el cual tiene una longitud de 180 km y lo custodian 40 castillos. Sin embargo, Hircania no siempre fue una parte tranquila de él, ya que sabemos, por ejemplo, que se rebeló en el año 58.

### Período sasánida
Hircania fue una provincia del Imperio sasánida desde su establecimiento en el año 226, hasta su conquista por los árabes en el 650. Fue un territorio estratégico para contener las invasiones de pueblos del Asia central y oriental. Debido a ello, los Sasánidas construyeron muchas fortalezas en la región.

### Período postsasánida
Después de la caída de su imperio, muchos de sus nobles sasánidas se refugiaron en Hircania y se asentaron allí permanentemente. En el siglo VIII, el califato no logró conquistar Hircania, no solo por su localización geográfica, sino por la fuerte resistencia, encabezada entre otros por Vandad Hormoz, Mâziar y Babak Khorramdin. Bajo el liderazgo de familias aristocráticas, como los Karen y los Bavand, Hircania permaneció como un estado mazdeista independiente. En el siglo XIII los mongoles invadieron el país desde el oriente, pero solamente hasta el siglo XV Hircania llegó nuevamente a ser parte de Persia.